# Амин Маалуф
Амин Маалуф (на арабски: أمين معلوف; на френски: Amin Maalouf) е ливанско-френски писател. Признат романист, есеист и историк.

## Биография
Роден е на 25 февруари 1949 г. в Бейрут, Ливан. След като завършва икономика и социология работи като журналист в родината си до 1976, когато се установява в Париж, Франция.
Макар родният му език да е арабски, той пише главно на френски, като книгите му са преведени на много езици. През 1993 г. получава наградата „Гонкур“ за своя роман „Скалата на Таниос“. През 2011 г. е избран за член на Френската академия на мястото на антрополога Клод Леви-Строс, като става първият ливанец – член на Академията.

### Художествена литература
- Léon l'Africain.   1986.
  - Лъв Африкански.   Меридиани, 2004. ISBN 9549785157. с. 344.
- Samarcande.   1988.
- Les Jardins de lumière.   1991.
- Le Ier Siècle après Béatrice.   1992.
- Le rocher de Tanios.   1993.
  - Скалата на Таниос.   Лаков Прес, 1998. ISBN 978-954-483-023-6. с. 272.
- Les Échelles du Levant.   1996.
- Le Périple de Baldassare.   2000.
  - Странстванията на Валтасар.   Прозорец, 2004. ISBN 9547333615. с. 400.

### Други
- Les Croisades vues par les Arabes.   1983.
  - Кръстоносните походи през погледа на арабите.   Меридиани, 2001. ISBN 978-954-9785-08-1. с. 275.
- Les Identités meurtrières.   1998.
  - Гибелни идентичности.   Меридиани, 2009. ISBN 9789549785203. с. 128.
- Origines.   2004.
  - Пътища.   Меридиани, 2008. ISBN 978-954-9785-19-7. с. 368.